# White male system
White male system (WMS) (engl. „Weiße-Männer-System“) ist ein von Anne Wilson Schaef geprägter, feministischer Begriff, der seit den 1970er Jahren in den USA den Begriff Patriarchat teilweise abgelöst hat und in Westeuropa synonym zu diesem benutzt wird.
Mittlerweile ist im sozialwissenschaftlichen und psychologischen Kontext ergänzend vom White male effect die Rede.
Die überdurchschnittliche Ausrichtung auf Werke verstorbener, weißer, europäischer Männer wird, insbesondere in Nordamerika, in der Literaturwissenschaft auch als Dwem (für Dead white European male) bezeichnet.

## Begriff
Der Begriff WMS basiert auf der These, dass das Gesellschaftssystem westlicher Staaten nicht nur allgemein männerzentriert ausgerichtet ist, sondern darüber hinaus von Männern weißer Hautfarbe geprägt und auf deren spezifische Bedürfnisse ausgerichtet sei. Dem zugrunde liegt die Annahme, dass Männer, Frauen, ethnische und andere Minderheiten etc. jeweils in verschiedenen Realitäten leben, wobei das politische, gesellschaftliche und wirtschaftliche System allein auf die Realität der Minderheit der männlichen Weißen zugeschnitten sei.
Darin inbegriffen ist eine Kritik an der feministischen Forderung nach Gleichberechtigung, da diese nach Wilson Schaefs und anderer Differenzfeministinnen Ansicht sich auf die Teilhabe von Frauen am WMS beschränke, was in letzter Konsequenz nie möglich sei, da dieses nie den spezifischen Bedürfnissen von Frauen entsprechen könne. Stattdessen schlagen sie vor, die weiblichen Realitäten aufzuwerten und diesen größeres gesellschaftliches Gewicht beizumessen, so dass weiblicher Realität schließlich Rechnung getragen würde. Der Weg dahin könne auch über Verweigerung der Teilnahme am WMS bzw. Geschlechterseparatismus führen. Als Vorbilder führt Wilson Schaef die Indigenen Völker Nord- und Südamerikas an, die sich dem WMS ebenfalls verweigerten.

## Derwhite male effectin der Forschung
Der sogenannte white male effect, spielt unter anderem bei der Risikobewertung eine entscheidende Rolle, wie Psychologen nachweisen konnten. Eine Studie aus den USA zeigt, dass weiße Männer mehr Risiken eingehen und diese positiver einschätzen, als Frauen und People of Color. Insgesamt 30 Prozent der männlichen, hellhäutigen Bevölkerung schätzt Risiken darüber hinaus extrem niedrig ein. Die Forscher sehen die Ursachen eher in soziologischen als in biologischen Faktoren.
Im Zuge der COVID-19-Pandemie, kann auch der sorglose Umgang von Politikern, wie dem damaligen Präsident der Vereinigten Staaten Donald Trump, in diesem Kontext verortet werden, der sich auch nach dem Ausbruch der Pandemie weigerte eine Schutzmaske zu tragen. Zu der Frage, welche Bevölkerungsgruppen während der Pandemie besonders ungern Schutzmasken trugen, oder dies aktiv vermieden haben, gibt es noch keine Aussagen, während andere Bereiche der Risikobewertung bereits besser erforscht wurden.
Für eine Studie wurden über 1800 Menschen unter anderem zu Themen wie den Auswirkungen des Klimawandels und staatlicher Waffenkontrolle auf die Gesellschaft und den Risiken, mit denen ein Schwangerschaftsabbruch verbunden ist, befragt. Im Ergebnis kristallisierten sich heraus, dass weiße Männer mit einer höheren Wahrscheinlichkeit ein von hierarchischem Denken geprägtes Weltbild hatten und gleichzeitig dem Individualismus einen höheren Wert beimaßen, als Frauen oder farbige Personen, wobei auch bei den People of Color festgestellt werden konnte, dass Männer Sachverhalte hierarchischer und individualistischer bewerteten als Frauen.
Umfrageergebnisse des amerikanischen Pew Research Center zum Waffenbesitz bestätigen, dass der Anteil, weißer Männer, die in den USA eine eigene Waffe besitzen höher ist, als in jeder anderen Bevölkerungsgruppe. Zugleich wurden die mit dem Waffenbesitz verbundenen Risiken von den weißen Männern an niedrigsten bewertet und als Teil der kulturellen Identität wahrgenommen.